# Июль 2023 года

Список событий июля 2023 года.

## События
- 3 июля
  - Гонконгский Insilico Medicine впервые протестировал на людях медицинский препарат, полностью сгенерированный при помощи ИИ[1].
  - Армия обороны Израиля начала масштабную антитеррористическую операцию под названием Байт Вэ Ган (Дом и Сад) в городе Дженин на Западном берегу реки Иордан[2][3].
  - В рамках торговой войны с США Китай ввёл ограничения на экспорт галлия и германия; на Китай приходится более половины мирового производства этих металлов, необходимых для производства микросхем и светодиодов[4].
  - Согласно данным Национального центра экологического прогнозирования США, понедельник, 3 июля, был самым жарким днём, когда-либо зарегистрированным в мире. Средняя глобальная температура достигла 17,01 °C, превысив рекорд августа 2016 года в 16,92 °C[5].

- 4 июля
  - В Китае ИИ научили проектировать новые процессоры на архитектуре RISC-V в рамках исследования «Раздвигая границы проектирования машин: автоматизированное проектирование ЦП с помощью ИИ»[6].
  - Британские учёные опубликовали в научном журнале Journal of Archaeological Science: Reports исследование, согласно которому установлено, что знатных англо-саксонских женщин в прошлом хоронили с большим количеством колец из слоновой кости. Учёные долгое время не могли установить материал, из которого они изготавливались, высказывались различные предположения[7].
  - Иран вступил в Шанхайскую организацию сотрудничества[8].
  - Зафиксирована самая высокая с начала наблюдений средняя температура поверхности Земли — 17,18 °C[9].

- 6 июля
  - Войска РФ ударили ракетами по Львову: повреждён объект критической инфраструктуры, одна ракета попала в многоэтажку. Погибли 10 человек, 42 получили ранения. ВСУ сбили 7 из 10 крылатых ракет «Калибр»[10]
  - Специалисты NASA поместили 4 человек на сымитированной марсианской базе Mars Dune Alpha, которая расположена в Космическом центре имени Линдона Джонсона в Хьюстоне. Участники эксперимента должны провести там год[11].
  - В Великобритании во время археологических раскопок в долине реки Медуэй (графство Кент) учёные обнаружили гигантские каменные топоры возрастом около 300 тыс. лет, размером порядка 30 см[12].

- 7 июля
  - В Нью-Йорке в боро Манхэттен столкнулись два пассажирских автобуса, один из которых перевозил туристов. Различной степени тяжести травмы получили 80 человек[13].
  - В результате пожара в доме престарелых в Милане погибли 6 человек, пострадал 81[14].

- 8 июля
  - Российские войска обстреляли магазин в городе Лиман Донецкой области. Погибло 8 человек, 13 ранено[15]

- 9 июля
  - Российские войска обстреляли центр выдачи гуманитарной помощи в городе Орехов Запорожской области. Четыре человека погибло, 11 ранено[16]
- 10 июля
  - Учёные Калифорнийского университета в Беркли создали устройство, которое способно пассивно улавливать и собирать молекулы воды из воздуха, используя в качестве источника энергии солнечный свет[17].
  - Власти Перу ввели на 90 дней режим ЧС в сфере здравоохранения из-за роста случаев синдрома Гийена—Барре[18].
  - Первая неделя июля стала самой жаркой за всю историю наблюдений в мире, сообщили во Всемирной метеорологической организации при ООН[19].

- 11 июля
  - В Могадишо совершил жёсткую посадку и разрушился пассажирский самолёт Embraer EMB 120 авиакомпании Halla Airline, на борту которого было 30 пассажиров и 4 члена экипажа[20].

- 12 июля
  - В возрасте 94 лет скончался французский писатель чешского происхождения Милан Кундера[21].

- 13 июля
  - Управление киберпространства Китая и другие регуляторы КНР первыми в мире разработали правила, регулирующие деятельность генеративного искусственного интеллекта (ИИ), закон будет ограничивать деятельность ИИ в возможности генерации контента, который противоречит политике и идеологии Китая[22].
- 14 июля
  - В США Профсоюз актёров США объявил забастовку вслед за забастовкой сценаристов США, подобное происходит впервые с 1960 года. Актёры не смогут сниматься и продвигать фильмы. Это событие повлияло на премьеру фильма «Оппенгеймер» (2023)[23].
  - Ракета-носитель с индийской лунной миссией «Чандраян-3» и луноходом на борту успешно стартовала с космодрома на острове Шрихарикота в штате Андхра-Прадеш, кадры запуска были показаны в ходе трансляции, ведущейся Индийской организацией космических исследований[24].

- 16 июля
  - Карлос Алькарас выиграл Уимблдонский теннисный турнир в мужском одиночном разряде, у женщин победу одержала Маркета Вондроушова[25].
  - В районе города Турфан на северо-западе КНР была зарегистрирована рекордная для Китая температура воздуха 52,2 °C[26].
  - В Кентукки найден клад периода Гражданской войны из более 700 монет 1861—1863 годов чеканки. Стоимость клада оценивается в 1 млн долл.[27][28][29]

- 17 июля
  - Палеонтологи описали ранее неизвестный вид аллигаторов, к настоящему времени полностью вымерший, ему присвоили научное название Alligator munensis в честь таиландской реки Мун, неподалеку от которой обнаружили его костные остатки[30].
  - На Крымском мосту произошёл взрыв, один из пролётов повреждён, погибли 2 человека[31].
  - В Москве (Россия) открылся XIX-й международный шахматный форум «Мoscow Open-2023», который будет проходить с 17 по 23 июля[32].
  - Нидерландский производитель электровелосипедов VanMoof был объявлен банкротом; компания была основана в 2009 году и продала около 200 тыс. велосипедов[33].

- 18 июля
  - Китайский конгломерат Evergrande Group впервые с 2021 года опубликовал финансовый отчёт, сообщив о чистом убытке за два года 582 млрд юаней ($81 млрд) и долге 2,437 трлн юаней ($340 млрд) при активах 1,838 трлн юаней ($256 млрд), став компанией с самым большим долгом в мире. До начала проблем Evergrande был вторым крупнейшим застройщиком в КНР с 200 тыс. сотрудников[34].
  - В Риме зафиксировали рекордную для города температуру в 41,7 градуса[35].

- 19 июля
  - В Йоханнесбурге произошёл взрыв, предположительно, на газопроводе, в результате чего произошло значительное разрушение дороги в городе[36].
  - Китайско-канадская группа учёных описала уникальную археологическую находку — окаменевшие остатки хищного млекопитающего вида Repenomamus robustus и травоядного динозавра рода Psittacosaurus, сцепившихся между собой[37].
  - Власти Финляндии постановили о закрытии российского Генконсульства в Турку с 1.10.2023 в ответ на закрытие Генерального консульства Финляндии в Санкт-Петербурге[38], а мэр Турку сообщила, что город отменяет право Генконсульства России на бесплатную эксплуатацию коттеджа на острове Какскерта[39].
  - В результате торнадо в Северной Каролине (США) серьёзные повреждения получил завод компании Pfizer, один из крупнейших в мире производителей стерильных препаратов для инъекций; 16 человек были травмированы[40].
- 20 июля
  - Появилось сообщение о смерти Кевина Митника, одного из самых известных хакеров, позднее ставшего консультантом в сфере компьютерной безопасности; Митник умер 16 июля, но только 20 июля вышли сообщения об этом[41].
  - Власти Ирака объявили посла Швеции в Багдаде персоной нон-грата из-за выданного ранее в Швеции разрешения на сожжение Корана[42].
  - Группа генетиков из Австралии обнаружила новый вид ядовитых змей, вид получил научное название Demansia cyanochasma[англ.] — пустынная плетистая змея[43].

- 21 июля
  - Один из крупнейших коммерческих банков Украины Sense Bank (ранее «Альфа-банк Украина») был национализирован, Министерство финансов Украины выкупило все акции и ввело временную администрацию[44].

- 22 июля
  - Во Франции на 75-м году жизни скончалась дочь Чарли Чаплина, актриса Джозефина Чаплин, о её смерти сообщили родные[45].
  - В городе Киотари на греческом острове Родос загорелись три небольших отеля, туристы эвакуированы[46].

- 23 июля
  - Свыше 30 000 человек эвакуируют с греческого острова Родос из-за природного пожара[47].
  - В ходе вторжения России на Украину российские войска нанесли ракетный удар по Одессе. Погиб один человек, 22 ранено. Был повреждён Спасо-Преображенский собор, разрушено 6 жилых домов[48].

- 24 июля
  - Премия «Глобальная энергия» была вручена китайскому учёному Чжун Линь Вану из Шанхайского университета за его разработку наногенераторов, способных генерировать электричество из воздуха[49].
  - По меньшей мере 9 человек получили ранения в результате взрыва на военной базе на северо-востоке Тайваня, минимум двое из пострадавших находятся в тяжёлом состоянии[50].
  - Парламент Израиля принял закон, лишающий Верховный суд страны права отменять указы правительства как необоснованные. Этот закон — часть судебной реформы в Израиле, против которой в стране уже 29 недель проходят акции протеста[51].

- 25 июля
  - ООН начинает операцию по перекачке нефти из плавучего нефтехранилища FSO Safer, пришвартованного в Красном море, в танкеры; нефтехранилище находится у берегов Йемена и не ремонтировались с начала Гражданской войны в Йемене в 2014 году[52].
  - Самолёт Canadair, на борту которого находились два пилота, упал во время тушения пожара на греческом острове Эвбея, где наблюдаются сильные природные пожары[53].
  - Парламент Китая объявил о снятии Цинь Гана с должности министра иностранных дел страны[54].
  - Пятеро активистов организации «Датские патриоты» сожгли Коран у здания посольства Египта в Копенгагене, это уже третья подобная акция в Дании менее чем за неделю[55].

- 26 июля
  - Корейские учёные сообщили, что им удалось создать сверхпроводник, работающий при температуре 400 K (127 °C) и стандартном атмосферном давлении. Сверхпроводник имеет модифицированную структуру на основе свинцово-апатитового материала и получил обозначение LK-99[56].
  - Один человек погиб и несколько пострадали в результате пожара в Нидерландах на судне, на котором находится около трёх тысяч автомобилей[57].
  - На греческом Родосе из-за продолжающихся природных пожаров объявили чрезвычайное положение[58].
  - Генеральный директор британского банка NatWest Group Элисон Роуз подала в отставку после того, как признала, что сообщила СМИ сведения об одном из клиентов, Найджеле Фараже[59].

- 27 июля
  - Королева Дании Маргрете II стала самым долго правящим монархом за всю историю этой страны, превзойдя рекорд короля Кристиана IV, который правил Данией и Норвегией 51 год 6 месяцев[60].
  - Войска Руанды перешли границу с ДР Конго и атаковали бригады пограничников[61].
  - В Нигере произошёл военный переворот, президент Мохамед Базум и правительство Нигера были отстранены от власти[62].

- 28 июля
  - Вручение премии Эмми перенесено (возможная, но не окончательная дата — январь 2024 года) из-за продолжающихся забастовок актёров и сценаристов, которые происходят в США[63].

- 29 июля
  - Сын президента Колумбии Николас Петро был арестован по подозрению в коррупции и отмыванию денег, в частности в получении денег от наркокартелей на избирательную кампанию своего отца[64].
  - Второй день беспорядков в Бангладеш привёл к десяткам пострадавших, около 100 человек были задержаны[65].

- 30 июля
  - В Баджауре (Пакистан) на политическом митинге произошёл взрыв, погибло по крайней мере 44 человека, около 200 получили ранения[66]
  - Попадание беспилотников в башни квартала Москва-Сити[67].

- 31 июля
  - В результате ракетного удара по Кривому Рогу погибло 6 человек, около 80 получили ранения[68].
  - Два человека погибли на протестах в городе Зигиншор на юге Сенегала; протесты вспыхнули после ареста одного из лидеров сенегальской оппозиции Усмана Сонко[69].
  - Захватившие власть в Нигере военные объявили о приостановке экспорта урана и золота во Францию[70].
  - Киберспорт: Команда Team Spirit победила в международном турнире по компьютерной игре Dota 2 в Riyadh Masters 2023, который прошёл в Эр-Рияде. В гранд-финале турнира Riyadh Masters команда опередила Team Liquid со счетом 3:1[71]. Российские киберспортсмены Ярослав Miposhka Найденов и Магомед Collapse Халилов вошли в десятку самых богатых киберспортсменов за всю историю киберспорта[72].
  - Правительство Великобритании объявило о намерении выдать более 100 новых лицензий на добычу нефти и газа в британском секторе Северного моря[73].